# ألان روبرتس (سياسي)
ألان روبرتس (بالإنجليزية: Allan Roberts)‏ هو سياسي بريطاني، ولد في 28 أكتوبر 1943 في المملكة المتحدة، وتوفي في 21 مارس 1990. حزبياً، نشط في حزب العمال. في الانتخابات العامة للمملكة المتحدة 1979 ‏، انتخب عضو البرلمان الثامن والأربعون للمملكة المتحدة عن دائرة بوتل خلال فترته النيابية ‏ (3 مايو 1979 – 13 مايو 1983) وفي الانتخابات العمومية للمملكة المتحدة 1983 ‏، انتخب عضو البرلمان التاسع والأربعون للمملكة المتحدة عن دائرة بوتل خلال فترته النيابية ‏ (9 يونيو 1983 – 18 مايو 1987) وفي الانتخابات العمومية للمملكة المتحدة 1987 ‏، انتخب عضو البرلمان الخمسون للمملكة المتحدة عن دائرة بوتل خلال فترته النيابية ‏ (11 يونيو 1987 – 21 مارس 1990).